# Leopold III. Friedrich Franz (Anhalt-Dessau)

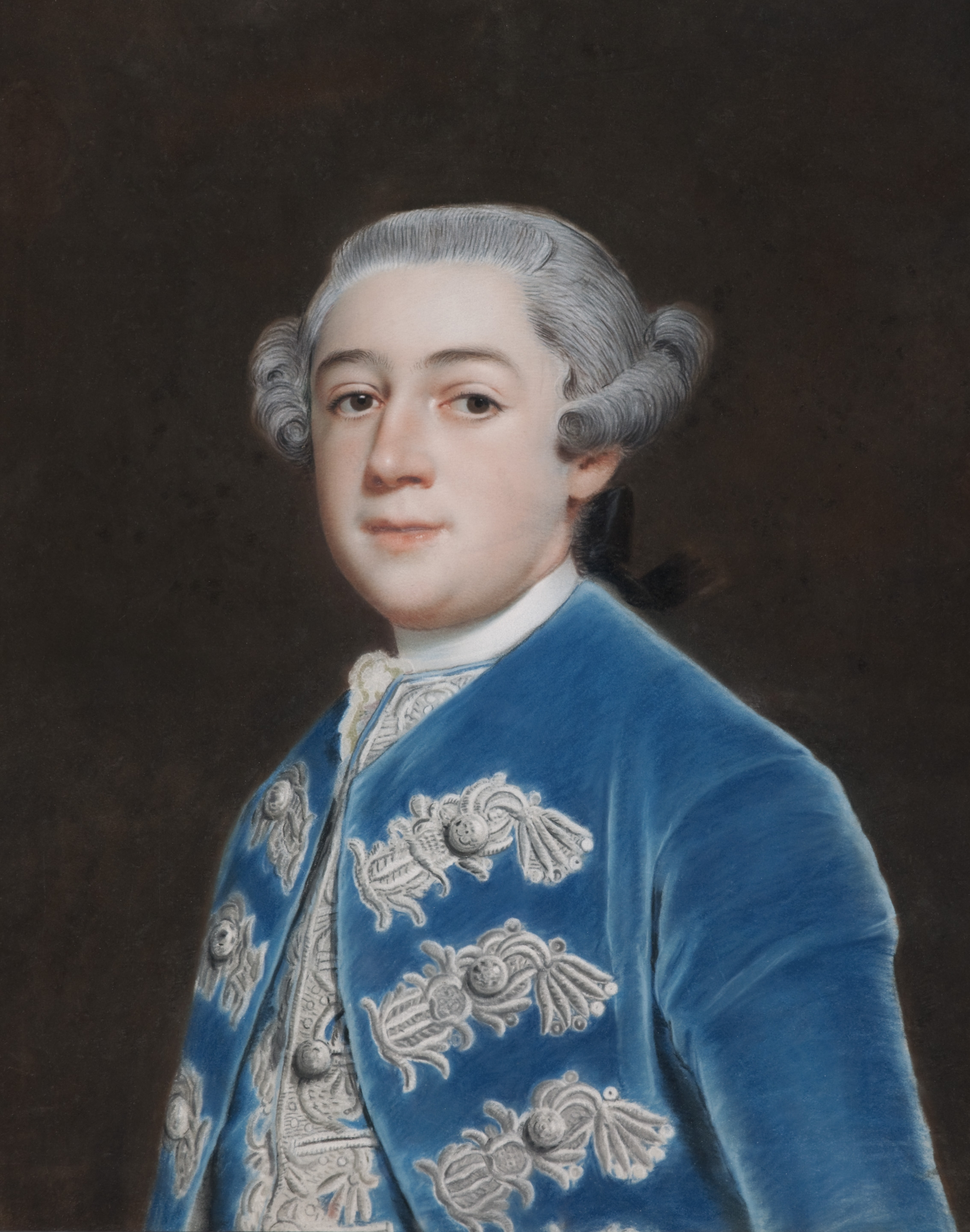
Christoph Friedrich Reinhold Lisiewski, Leopold Friedrich Franz von Anhalt-Dessau, 1762, Schloß Mosigkau

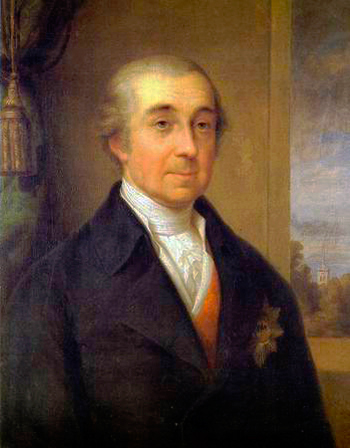
Leopold Friedrich Franz von Anhalt-Dessau

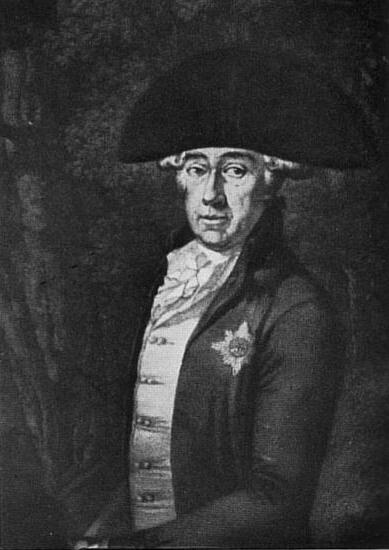
Leopold Friedrich Franz von Anhalt-Dessau

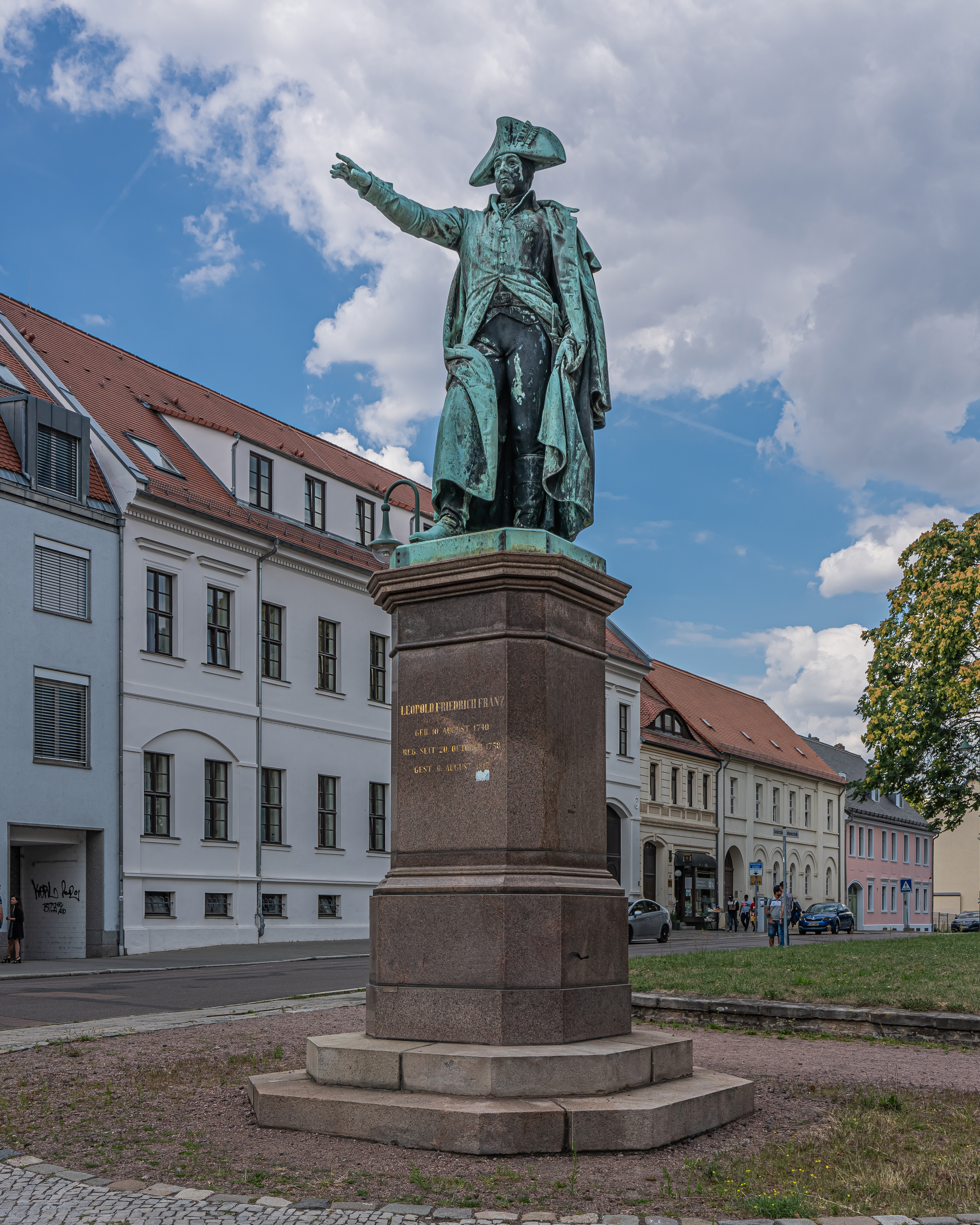
Denkmal in Dessau von August Kiss

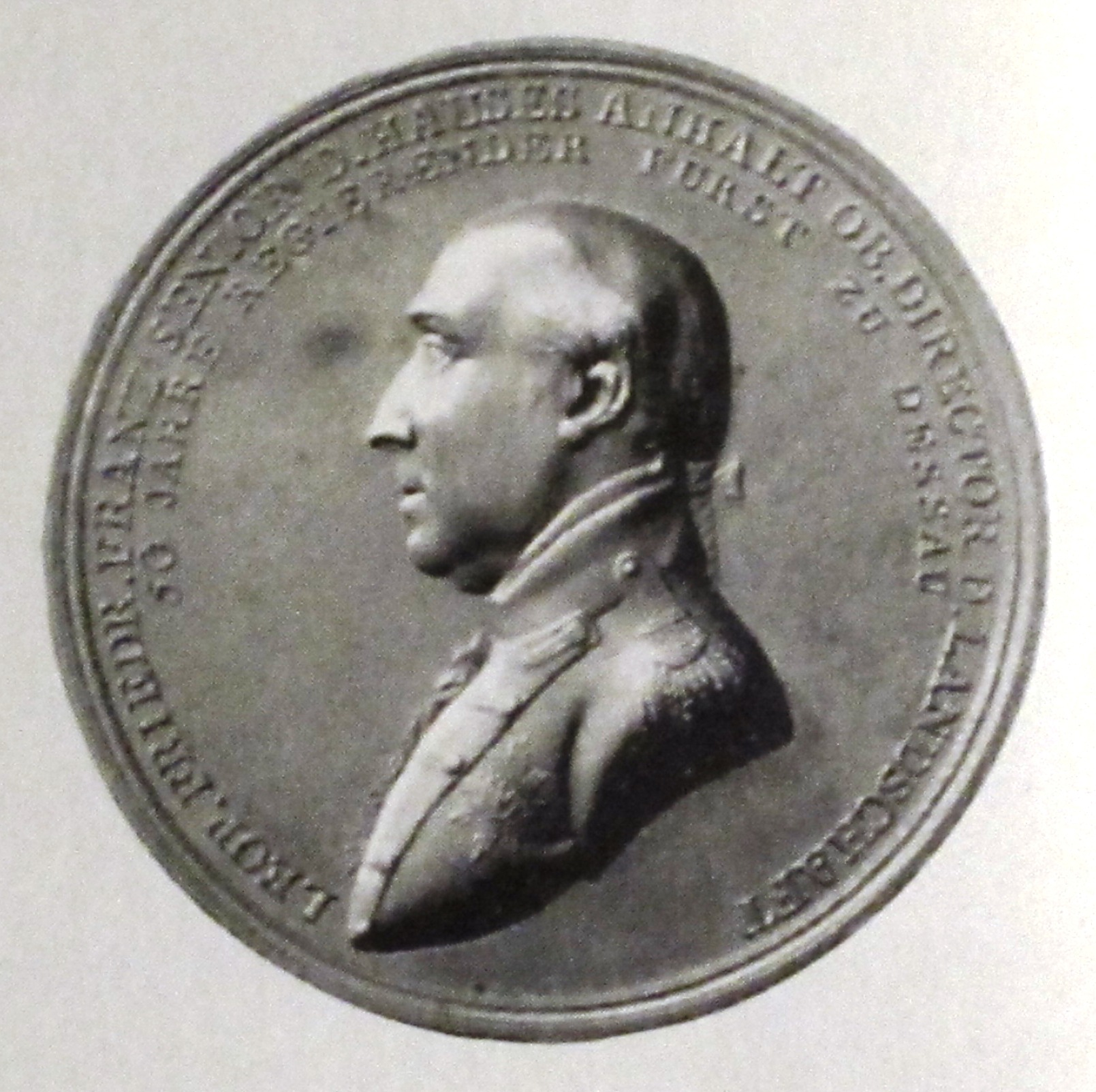
Medaille von 1801 auf das 50-jährige Regierungsjubiläum Leopold Friedrich Franz von Loos

Leopold III. Friedrich Franz, Fürst und Herzog von Anhalt-Dessau, genannt Fürst Franz, auch Vater Franz (* 10. August 1740 in Dessau; † 9. August 1817 ebenda) war ab 1758 regierender Fürst bzw. seit 1807 Herzog von Anhalt-Dessau.

## Leben
Fürst Franz war der älteste Sohn Fürst Leopolds II. von Anhalt-Dessau und der Fürstin Gisela Agnes von Anhalt-Köthen. Bereits 1751 verwaist, wurde er unter der Vormundschaft seines Onkels Dietrich von Anhalt-Dessau erzogen. In der Tradition seines Großvaters und Vaters diente er zunächst in der preußischen Armee im Regiment Anhalt zu Fuß in Halle. 1752 wurde er dort Regimentschef. Nach Ausbruch des Siebenjährigen Krieges folgte Leopold seinem Onkel Moritz. Unter dem Eindruck der Schlacht bei Kolin trat Leopold 1757 aus der preußischen Armee aus. 1758 mit Zustimmung des Kaisers für volljährig erklärt, trat er die Regierung in Anhalt-Dessau an. Im weiteren Verlauf des Siebenjährigen Krieges hielt Leopold sein Fürstentum neutral, musste allerdings als Strafaktion von Preußen auferlegte Kontributionen in Höhe von 180.000 Talern dulden. Diese bezahlte er aus seinem Privatvermögen.
Leopold III. heiratete 1767 seine Cousine Luise Prinzessin von Brandenburg-Schwedt auf Vermittlung Friedrichs II. in Charlottenburg. Dieser ernannte ihn 1769 zum Ritter des Schwarzen Adlerordens, und Leopold trat 1785 dem von Friedrich initiierten Fürstenbund bei. 1806 versuchte Napoleon I. sein hohes Ansehen zu nutzen, indem er ihn nach Paris einlud. Leopold musste als einer der letzten deutschen Fürsten durch Vertrag vom 18. April 1807 dem Rheinbund beitreten. Andererseits bot er Ferdinand von Schill 1809 einen ehrenhaften Empfang in Dessau.
Beim Beitritt zum Rheinbund, 1807, nahm Leopold III. Friedrich Franz den Titel eines Herzogs von Anhalt-Dessau an. Er war Senior des Gesamthauses Anhalt, also Ältester der Regenten in den Fürstentümern, nunmehrigen Herzögtümern Anhalt-Dessau, Anhalt-Köthen und Anhalt-Bernburg. Sein Vetter, der Fürst von Anhalt-Bernburg, hatte 1806 noch kurz vor Auflösung des Heiligen Römischen Reiches für viel Geld vom Kaiser den herzoglichen Titel erworben. Schon vorher hatten alle Fürsten von Anhalt den Herzogstitel in ihrer großen Titulatur: „Fürst von Anhalt, Herzog von Sachsen, Engern und Westphalen, Graf zu Ascanien, Herr zu Bernburg und Zerbst etc“.
Leopold III. verstarb 1817 an den Folgen eines Reitunfalls. Nachfolger wurde sein Enkel Leopold IV. Friedrich. Leopold III. wurde im Mausoleum in der Dorfkirche Jonitz beigesetzt, dessen Bau er von seinem Krankenlager in Schloss Luisium aus leitete.

## Wirken
Gemeinsam mit seinem Freund Friedrich Wilhelm von Erdmannsdorff, den er schon 1756 kennengelernt hatte, unternahm er mehrere Studienreisen nach Italien, Frankreich, in die Schweiz, nach Holland und England, wo er umfangreiche kulturhistorische und ökonomische Studien betrieb. Die Kavalierstour des Fürsten Franz zählt zu den beispielhaften Reisen aufgeklärter Fürsten des 18. Jahrhunderts.
Heimgekehrt setzte er die auf den Reisen gewonnenen Erkenntnisse in seinem Land um und führte zahlreiche Reformen auf den Gebieten Bildung, Gesundheitswesen, Sozialwesen, Straßenbau, Land- und Forstwirtschaft und Gewerbe durch. Sie machten Anhalt-Dessau nicht nur zu einem der modernsten Kleinstaaten Deutschlands und zum Vorbild für viele andere Reformer, sondern erhöhten auch seine Wirtschaftsleistung erheblich. Seine zahlreichen Bauten führten zu einer klassizistischen Umgestaltung und Erweiterung seiner Residenz Dessau. Die Intensivierung der Landwirtschaft und des Gartenbaus nach neuesten Erkenntnissen, die Anlage landwirtschaftlicher und technischer Musterbetriebe und die Anlage zahlreicher, von mehreren Baumreihen (meist Obstbäumen) gesäumten Straßen waren Teil einer großräumigen Landschaftsgestaltung auf einer Fläche von etwa 200 km2. Durch sie entstand das schon im 18. Jahrhundert so genannte Dessau-Wörlitzer Gartenreich. Dazu gehörten auch der Park und Schloss Großkühnau, Luisium und Georgium in Dessau und Schloss Oranienbaum sowie Schloss Wörlitz und der Wörlitzer Park. Die pädagogische Absicht des Fürsten resultierte aus der Philosophie Jean-Jacques Rousseaus, der Ästhetik Johann Georg Sulzers und der Kunsttheorie Johann Joachim Winckelmanns.
Die Parks gehörten zu den ersten landschaftlichen Parkanlagen außerhalb Englands. Sie sollten nicht der Unterhaltung der Hofgesellschaft dienen, sondern das Schöne mit dem Nützlichen verbinden, die Besucher erfreuen, bessern und belehren. Konsequenterweise waren die Parks von Anfang an für jedermann zugänglich.
Leopold III. war ein Anhänger der Aufklärung, insbesondere auch im Hinblick auf die Erziehung der Bevölkerung durch das Studium der Natur und der Wissenschaften. So konnte durch seine Toleranzpolitik in Dessau die erste deutschsprachige jüdische Zeitung Sulamith gegründet werden und der Anteil der jüdischen Bevölkerung seines Landes stieg erheblich an. Seinen aufgeklärten Zeitgenossen galt Leopold III. Friedrich Franz zusammen mit Carl August von Weimar und Karl Friedrich von Baden als ein vorbildlicher Herrscher.
Eine Reihe von Institutionen wurden in Dessau gegründet, die dem Geist der Aufklärung verpflichtet waren. 1774 entstand unter Johann Bernhard Basedow das Philanthropin, eine pädagogischen Reformgedanken verpflichtete schulische Einrichtung. Es wurde später von Joachim Heinrich Campe geleitet. Eine Landesschulreform im Sinne der Aufklärung wurde 1785 durch Carl Gottfried Neuendorf durchgeführt. Sie hatte allerdings keinen Bestand.
Die Allgemeine Buchhandlung der Gelehrten entstand 1781, um wissenschaftliche Autoren von den Verlegern unabhängig zu machen. Eine weitere Einrichtung war die Chalkographische Gesellschaft, die er 1796 von Friedrich Moritz Freiherr von Brabeck kaufte und die durch hochwertige graphische Reproduktionen die Werke der Malerei einem breiteren Publikum zugänglich machen sollte. Finanziert wurden alle diese Maßnahmen nicht nur aus den Steuern des eigenen Landes, sondern auch aus den Einkünften der brandenburgischen und ostpreußischen Güter, die die Fürsten von Anhalt-Dessau als Bezahlung ihrer preußischen Dienste erhalten hatten, und die 66.000 mehr Einwohner hatten als Anhalt-Dessau selbst mit 53.000.
Vor allem die Dessau-Wörlitzer Parklandschaft ist bis heute ein beeindruckendes Beispiel für das Wirken Leopolds III. Sie zieht jährlich Tausende von Besuchern an und gehört zum Welterbe der UNESCO. In seinen späteren Jahren, insbesondere nach dem Tode Erdmannsdorffs, verringerte sich der Reformeifer Leopolds. Nach seinem Tode ging viel von diesen Ansätzen wieder verloren.

## Nachkommen
Leopold III. hatte nur zwei legitime Kinder, jedoch eine größere Anzahl von Bastarden, von denen einige geadelt wurden, andere nicht. 

### Erbberechtigte
Aus der Ehe mit Prinzessin Luise von Brandenburg-Schwedt:
- eine Tochter (*/† 11. Februar 1768)
- Friedrich Prinz von Anhalt-Dessau (1769–1814)

### Nicht Erbberechtigte
- Aus der vorehelichen Verbindung mit Johanna Eleonore Hoffmeier (* 12. November 1739[5] in Zerbst;  † 3. Mai 1816 in Dessau; seit 1765 verehelichte von Neitschütz). Sie war die Tochter des Ersten Predigers an der reformierten Kirche zu Zerbst, Schwester des Archidiakons an der Dessauer Großen Kirche. Die Absichten Leopold III. auf seinen Thron zu verzichten und mit seiner Geliebten als Privatmann in England zu leben, wurden von Friedrich II. von Preußen verhindert. Johanna Eleonore Hoffmeier heiratete 1765 den Oberstallmeister Adolf Heinrich von Neitschütz (1730–1772), Leopold III. 1767 auf Drängen Friedrichs II. seine Cousine Luise Prinzessin von Brandenburg-Schwedt. Aus dieser vorehelichen Verbindung mit Johanna Eleonore stammten die Grafen von Waldersee:
  - Wilhelmine Eleonore Friederike (*/† 1762)
  - Graf Franz Johann Georg von Waldersee (1763–1823)
  - Louise Leonore Friederike (1765–1804)

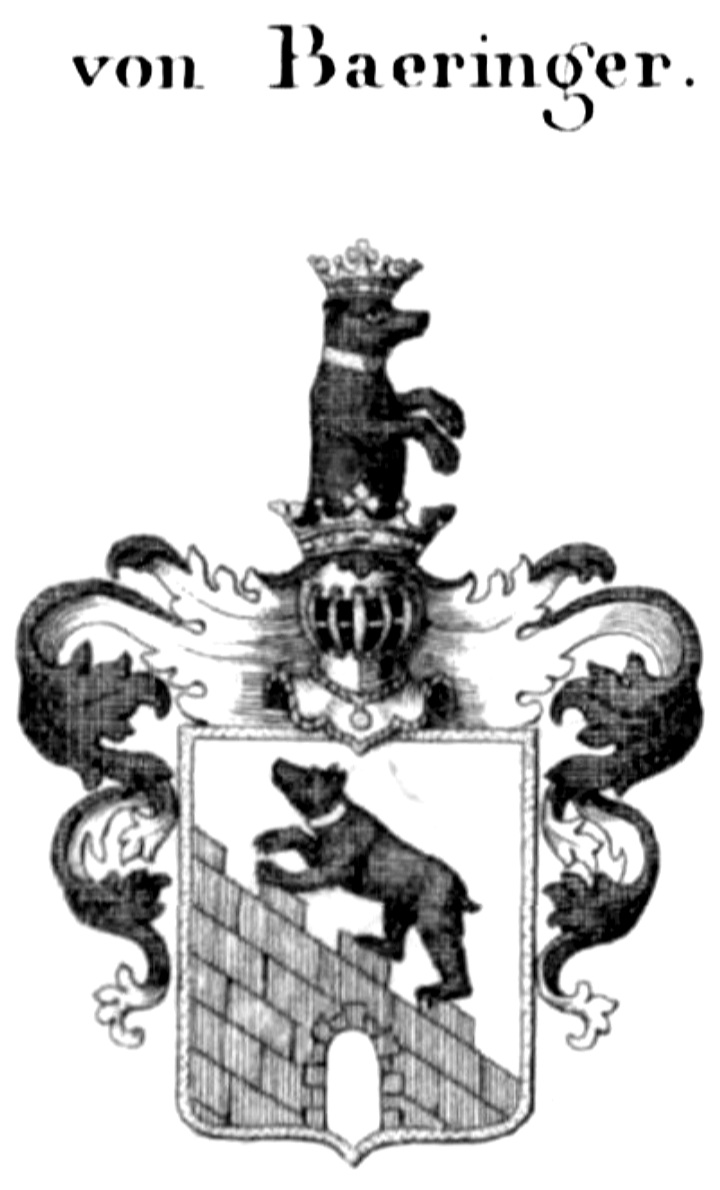
Bastardwappen derer von Beringer

- Aus der Nebenehe mit Leopoldine Louise Schoch (~ 10. Mai 1770), der Tochter des Gartenbaumeisters Johann Leopold Ludwig Schoch, als von Beringer (auch Baeringer) geadelt, nach dem mythischen Vorfahrengeschlecht Beringer der Askanier:
  - Wilhelmine Sidonie (1789–1860) ⚭ in Wörlitz am 20. Juni 1815 Wilhelm von Goerne († 1857)
  - Luise Adelheid (1790–1870) ⚭ in Wörlitz am 19. August 1812 Friedrich Ludwig Wilhelm Georg von Glafey († 1858)
  - Franz Adolf (1792–1834) ⚭ Auguste Wilhelmine Roeser (1793–1855)
- Aus der außerehelichen Verbindung mit Johanna Magdalena Luise Jäger (* 1763):
  - Franziska (* 1789)
  - Leopoldine (1791–1847)
  - Amalie (1793–1841)
- Aus der außerehelichen Verbindung mit Friederike Wilhelmine Schultz geb. Favreau (1772–1843):
  - Ludwig Ferdinand Schultz (1800–1893)